# Lignerolle
Lignerolle – miejscowość i gmina (commune) w zachodniej Szwajcarii, w kantonie Vaud, w okręgu (district) Jura-Nord vaudois. Leży nad rzeką Orbe.   

## Demografia
W Lignerolle mieszka 408 osób. W 2021 roku 17,9% populacji gminy stanowiły osoby urodzone poza Szwajcarią.

## Transport
Przez teren gminy przebiegają autostrada A9 oraz droga główna nr 132.